# Ланге, Ричард Осипович
Ричард Осипович фон Ланге (нем. Richard Felix Lange; 1858—1903) — российский педагог, филолог.

## Биография
Происходил из дворян. Родился 11 (23) апреля 1858 года в Константиново.
В 1876 году окончил с золотой медалью 6-ю Варшавскую гимназию и поступил на историко-филологический факультет Санкт-Петербургского университета. По окончании его в 1880 году со званием кандидата, был оставлен при университете для подготовки к профессорскому званию. В том же году начал преподавать латинский и русский языки в 4-й Санкт-Петербургской прогимназии. Осенью 1881 года был командирован за границу, где пробыл 4 года, работая в библиотеках Англии, Италии и Франции. 
Выдержал в 1886 году магистерский экзамен в Петербургском университете и был допущен в качестве приват-доцента к чтению лекций в университете по истории западно-европейской литературы; также 21 декабря 1886 года был причислен к министерству народного просвещения и направлен в Императорскую публичную библиотеку, где и работал в отделениях полиграфии и изящной литературы до 1888 года.
1 июня 1888 года Р. О. Ланге был назначен директором училища при реформатских церквах, преподавал в нём логику и латинский язык. За годы 13-летнего директорства в училище реформировал многие области его деятельности.
В 1901 году назначен директором Петровского коммерческого училища.
В 1883—1893 годах преподавал историю литературы в Александровском лицее, в 1897—1901 годах — немецкий язык в Историко-филологическом институте.
Был членом-учредителем философского общества при Петербургском университете.
Был награждён орденом Св. Анны 2-й степени; произведён в чин действительного статского советника.
Умер 5 (18) августа 1903 года в Санкт-Петербурге. Похоронен на Смоленском евангелическом кладбище.